# Гравітаційні черевики
Гравітаційні або інверсійні черевики - підтримуючий засіб, що вдягається на щиколотки та дає змогу без зусиль висіти в положенні "вниз головою". В 1980 завдяки моді, заданій телебаченням, вони були найбільш поширеним побутовим спортінвентарем в США.
Нова хвиля популярності гравітаційних черевиків вибухнула в 2016 році з  виходом роману Дена Брауна - Код Да Вінчі, де була позначена користь від їх використання.
Серед найбільш часто приписуваних ефектів використання гравітаційних черевиків можна виокремити позбавлення болю в спині та головного болю, шляхом зняття навантаження з спини та насичення головного мозку киснем. У спорті застосовуються для розробки м'язів під незвичним кутом, наприклад, підйом корпусу до ніг для тренування прямих і косих м'язів живота. Дехто використовує їх для активації мозкової діяльності, як вони вважають, симульваної усиленим притоком крові до голови. В їх числі відомий ілюзіоніст Урі Геллер.

## Конструкція

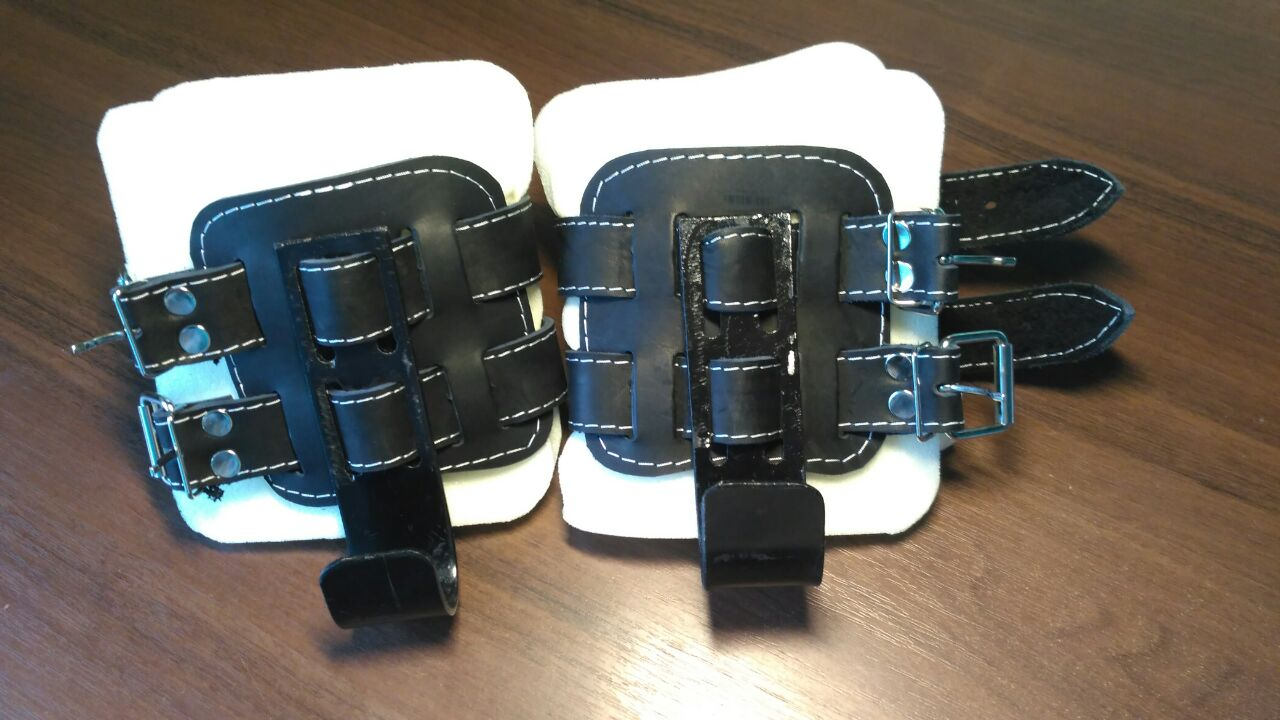
Гравітаційні черевики

Найбільш поширена конструкція гравітаційних черевиків - широкі (20-30см) механічні сталеві манжети на защіпках з причіпленими крюками для перекладини, з внутрішньої сторони покриті м'яким матеріалом для рівномірного розподілу ваги тіла по зовнішній поверхні стопи. 

## Загальне
Гравітаційні черевики даної конструкції першою ввела в виробництво компанія Gravity Guidance Роберта Мартіна молодшого в системі інверсійної терапії, розробленої Робертом Мартіном старшим - лікарем-остіопатом та батьком засновника компанії. 
Вибух популярності "гаджета" на ринку на початку 80-х років минулого століття спровокував кінохіт "Американський жиголо" з Річардом Гіром. На хвилі успіху  Gravity Guidance увійшла в рейтинг inc. 500 щорічного рейтингу найбільш швидкозростаючих компаній журналу Inc.Magazine. Проте успіх був нетривалий, через декілька судових позовів, поданих постраждалими при використанні системи і 
публікації медиків, стурбованих ризиком інсульту і підвищенням кров'яного тиску в очах, небезпечним при                        
деяких патологіях, можливим при інверсіотерапії. Все ж Не було ніяких підстав вважати, що гравітаційні
черевики в використанні небезпечніші ніж будь-які інші спортивні засоби, але довіру споживачів було підірвано.